# Mouha Ou Saïd Ouirra
Mouha Ou Saïd Ouirra dit Ouassou est le dernier combattant de la tribu des Aït Ouirra contre l'avancée de la fameuse colonne de Tadla commandée par le général Charles Mangin dont le quartier général fut installé à Bir Mezioui.
Maitre de la bourgade d'El Ksiba nom accolé au toponyme  pour devenir El Ksiba N'Mouha Ou Said.
Combattant charismatique, stratège émérite, hors du commun, son renom dépassait les frontières des Aït Sri et des Aït Sokhmane, maitres incontestés du bassin de l'Oum Errabiaa du côté de Casbah Tadla et de Beni Mellal.
Pour ses qualités de chef il est nommé caïd sur la tribu des Aït Serri par le sultan Moulay Hassan Ier.
Au début de la colonisation, il s'engage dans la lutte contre la colonialisme, se rallia à Mouha Ou Hammou Zayani et soutint Ma El Aïnin contre l'avancée des troupes du général Charles Mangin, après la prise d'El Ksiba et la destruction de son quartier général installé à Igherm N'Laâlam situé entre tadla et El Ksiba, le caïd Mouha Ou Said se retira en montagne où il mourut en 1924... inhumé  à Ben Cherro.
Lyautey, par intermédiaire Marrakchi El Menbhi, essaya de convaincre le rebelle Mouha Ou Said qu'il rencontra à Igherm Oumlil près de Tadla, mais en vain.